# Woodstock (Ohio)
Pour les articles homonymes, voir Woodstock.
Woodstock est un village américain situé dans le comté de Champaign, dans l'Ohio. Selon le recensement de 2010, sa population est de 305 habitants.